# Förderverein Berliner Schloss
Der Förderverein Berliner Schloss ist ein gemeinnütziger eingetragener Verein mit Sitz in Berlin. Er fördert den Wiederaufbau des Berliner Schlosses und ist unabhängig von der Stiftung Humboldt Forum im Berliner Schloss.

## Gründung
Der Verein wurde am 27. August 1992 im Vereinsregister des Amtsgerichtes Charlottenburg eingetragen. Sein Zweck ist die Förderung des Wiederaufbaus des als „Hauptwerk des norddeutschen Barock“ (Georg Dehio) geltenden Berliner Schlosses. Der Verein betrachtet die weitgehende Rekonstruktion des Schlosses, dessen Sprengung und Abriss zum Symbol der kommunistischen Diktatur wurde, zugleich als Symbol für die wiedergewonnene Deutsche Einheit und die Fähigkeit der Demokratie, kulturhistorisch wertvolle Gebäude für die Nachwelt wiederherzustellen und zu überliefern. Die Förderung der Bildung und Kultur stehe in einem engen Zusammenhang mit der künftigen Nutzung des Berliner Schlosses, unter anderem als Museum, Kultur- und Veranstaltungszentrums.

## Vereinszwecke

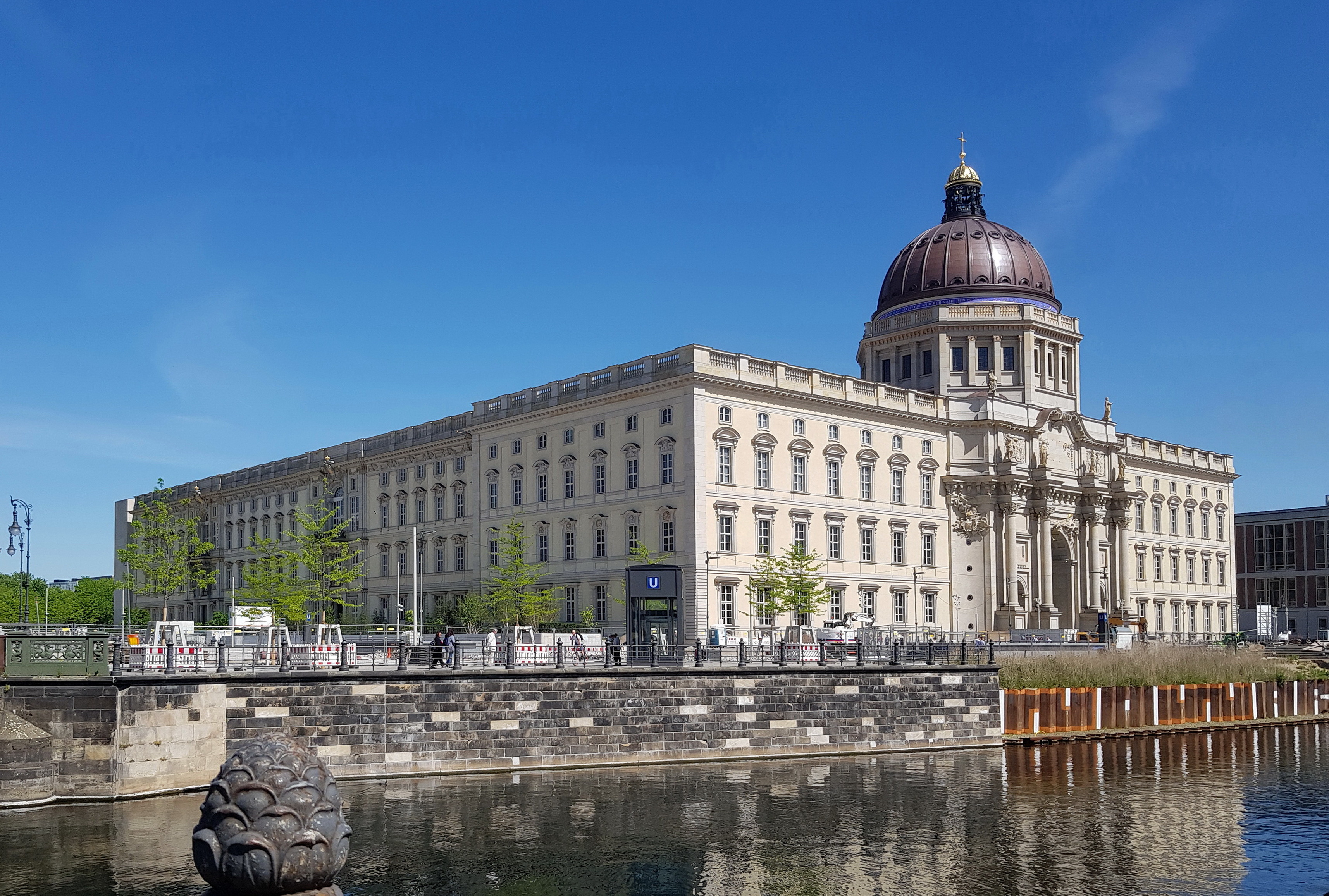
Ansicht des wiederaufgebauten Berliner Schlosses, 2022

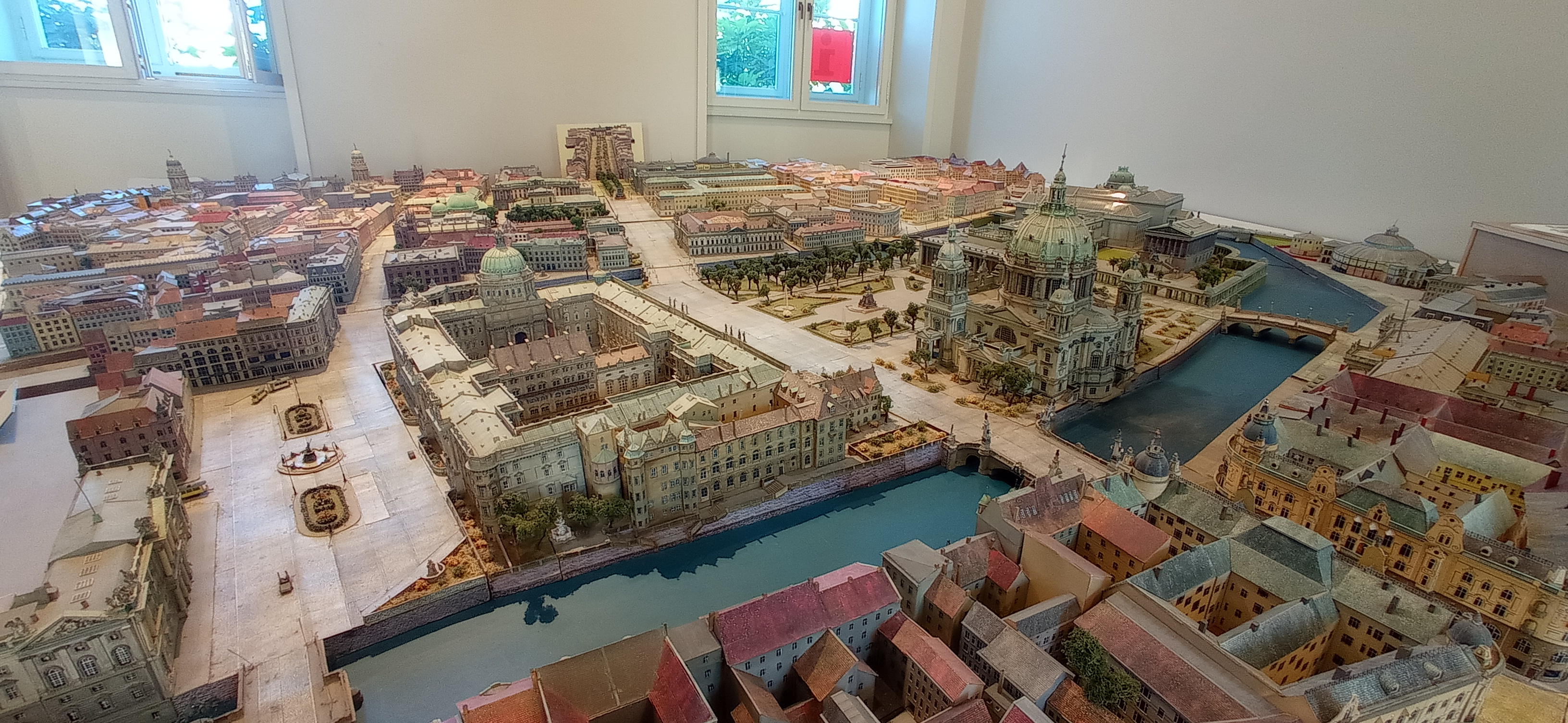
Stadtmodell im Raum der Touristeninfo am Schlüterhof im Schloss

Wesentlicher Zweck des Fördervereins ist laut Satzung der Wiederaufbau des Berliner Schlosses. Dieser solle durchgeführt werden in „weitestgehender Originaltreue seiner Fassaden und Höfe sowie wichtiger historischer Innenräume für Bildungs- und kulturelle Zwecke“. Angesichts der Bedeutung, welche das Berliner Schloss als Kunst- und Baudenkmal hat, wertet der Förderverein den Wiederaufbau als ein Anliegen von hohem nationalen und internationalen kulturellen Rang. Denn das Schloss sei ein Meisterwerk der handwerklich-künstlerischen, barocken Baukunst, ein Hauptwerk Andreas Schlüters und anderer berühmter Baumeister, und eine bestimmende Dominante der Stadtmitte Berlins und des historischen Stadtbildes von Berlin vor seiner Zerstörung. Aufgaben des Fördervereins sind die Beschaffung von Finanzmitteln, insbesondere das Einwerben von Spenden für den Wiederaufbau des Berliner Schlosses als Kulturzentrum Humboldt Forum gemäß dem Beschluss des deutschen Bundestages vom 4. Juli 2002. Für die Werbung und die Annahme von Spenden gelten die jeweils aktuellen Spendenrichtlinien der Stiftung Humboldt Forum im Berliner Schloss als Grundlage.
Der Förderverein Berliner Schloss sagte dem Deutschen Bundestag 2002 zu, die Mehrkosten für die Wiedererrichtung der Barockfassaden des Berliner Schlosses im Zuge der Errichtung des Humboldt Forums zu übernehmen. Hierfür war ein in Form von Spenden einzuwerbender Betrag von 80 Millionen Euro vorgesehen. Für die vom Architekten des Humboldt Forums, Franco Stella, zusätzlich vorgesehene Rekonstruktion dreier Innenportale sowie der Durchgänge und der 60 Meter hohen Kuppel des Berliner Schlosses waren weitere, ebenfalls als Spenden einzuwerbende 25 Millionen Euro erforderlich. Die Spendeneinnahmen wurden abzüglich geringer Vereinskosten regelmäßig an den Bauherrn abgeführt. Der aktuelle Spendenstand wird auf der Vereins-Website durch eine Spendenuhr dargestellt.
2020 gab die Stiftung Humboldt Forum bekannt, dass das Spendenziel von insgesamt 105 Millionen Euro erreicht worden sei. 2021 gab der Förderverein Berliner Schloss bekannt, dass weitere 13 Millionen Euro für die Rekonstruktion von 27 Balustradenfiguren sowie der beiden Portaldurchgänge auf der Lustgartenseite eingeworben werden sollen. Davon gingen bis Juni 2024 bereits 12,6 Millionen Euro Spenden ein.

## Organe
Organe des Vereins sind:

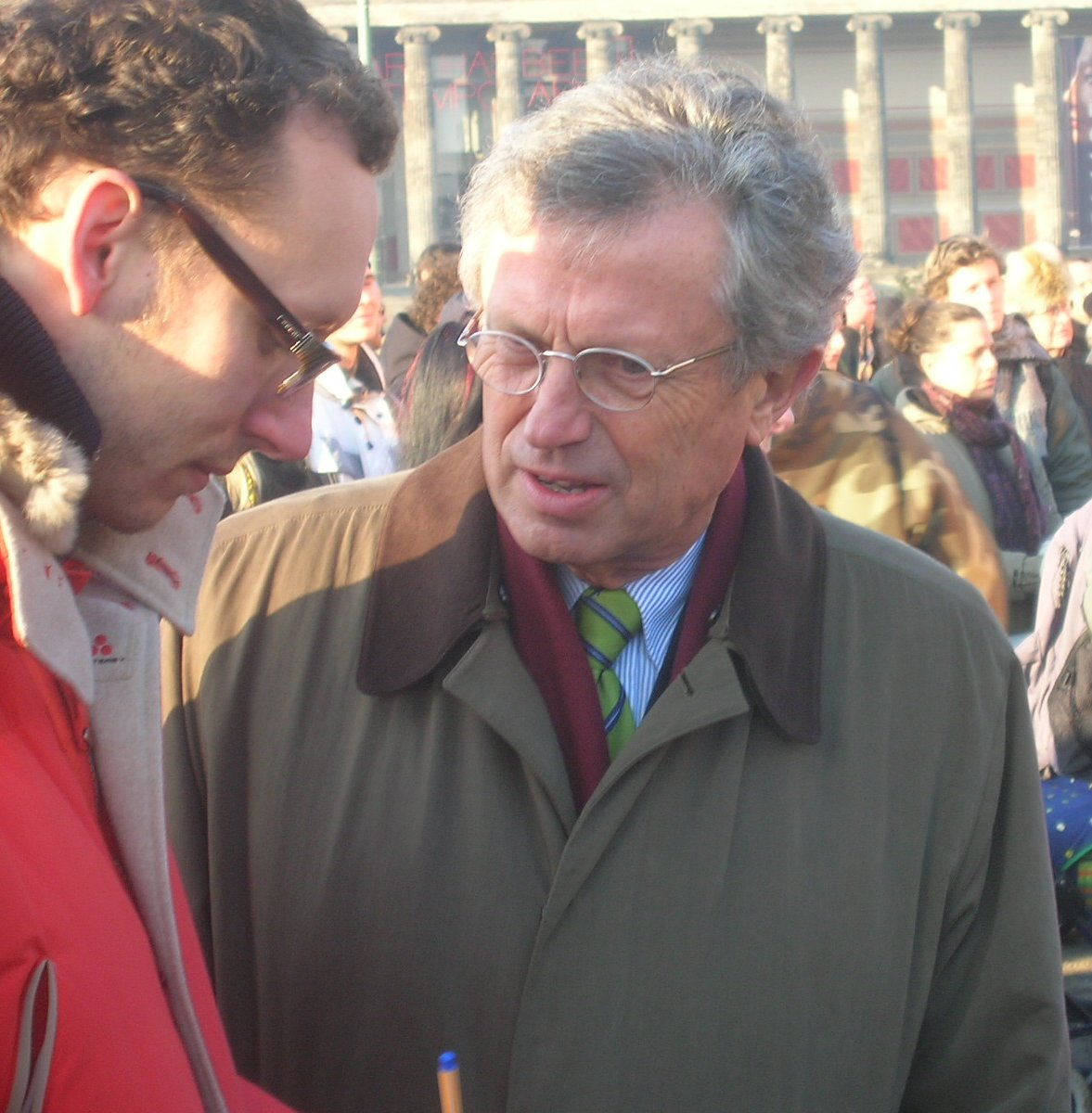
Wilhelm von Boddien, Gründer des Fördervereins

- die Mitgliederversammlung, die einmal jährlich einberufen wird,
- der Vorstand, der aus fünf Vorstandsmitgliedern besteht und weitere Mitglieder haben darf,
- die Geschäftsführung, die aus ein oder zwei Personen besteht und vom Vorstand berufen wird,
- der Finanzbeirat, der gebildet werden kann, wenn es nötig erscheint.

## Regionale Freundeskreise
Es gibt Stand 2022 folgende regionale Freundeskreise:
- Freunde des Berliner Schlosses in Berlin
- Freunde des Berliner Schlosses in Bremen
- Freunde des Berliner Schlosses in Düsseldorf
- Freunde des Berliner Schlosses in Frankfurt am Main
- Freunde des Berliner Schlosses in Halberstadt
- Freunde des Berliner Schlosses in Hameln – Bad Pyrmont
- Freunde des Berliner Schlosses in Hamburg
- Freunde des Berliner Schlosses in Hannover
- Freunde des Berliner Schlosses in Köln und Bonn
- Freunde des Berliner Schlosses in Lüneburg
- Freunde des Berliner Schlosses in München
- Freunde des Berliner Schlosses in Baden-Württemberg